# Great Bernera
Great Bernera (Schots-Gaelisch: Bearnaraigh Mòr), vaak kortweg Bernera genoemd (Gaelisch: Bearnaraigh), is een eiland dat behoort tot de Buiten-Hebriden, die ten westen van Schotland liggen.

## Beschrijving
Great Bernera ligt in Loch Ròg aan de noordwestkust van het eiland Lewis, waarmee het via een brug verbonden is. Deze brug was de eerste brug gebouwd van voorgespannen beton in Europa. Het eiland, dat 21 km² groot is, had in 2001 233 inwoners. De belangrijkste plaats op Great Bernera is Breaclete (Gaelisch: Breacleit).

## Trivia
- Na de dood van de adellijke schrijver en voormalige wapenkoning van het College of Arms, Robin de la Lanne-Mirlees, gingen de pachtgronden op Great Bernera en het beduidend minder grote Little Bernera over op zijn zoon. De gemeenschap heeft echter de hoop dat Patrick de la Lanne zijn gronden voor een redelijke prijs aan haar wil verkopen, hetgeen is uitgelopen tot een kleine rel tussen beide.[2]